# Liste der Finanzminister von Hessen
Dieser Artikel enthält eine Liste der Finanzminister von Hessen.

## Finanzminister Hessen (seit 1945)
| Name                       | Amtsantritt                                                        | Kabinett                                  | Partei    |
| -------------------------- | ------------------------------------------------------------------ | ----------------------------------------- | --------- |
| Wilhelm Mattes             | 14. Oktober 1945                                                   | Geiler                                    | parteilos |
| Robert Nöll von der Nahmer | 7. November 1945                                                   | Geiler                                    | parteilos |
| Werner Hilpert             | 7. Januar 1947                                                     | Stock                                     | CDU       |
| Heinrich Troeger           | 10. Januar 1951 19. Januar 1955                                    | Zinn I Zinn II                            | SPD       |
| Wilhelm Conrad             | 19. Januar 1955 29. Januar 1959 31. Januar 1963                    | Zinn II Zinn III Zinn IV                  | SPD       |
| Albert Osswald             | 16. September 1964 19. Januar 1967                                 | Zinn IV Zinn V                            | SPD       |
| Erwin Lang                 | 22. Oktober 1969                                                   | Osswald I                                 | SPD       |
| Rudi Arndt                 | 16. Dezember 1970                                                  | Osswald II                                | SPD       |
| Heribert Reitz             | 8. April 1972 18. Dezember 1974 20. Oktober 1976 14. Dezember 1978 | Osswald II Osswald III Börner I Börner II | SPD       |
| Hans Krollmann             | 4. Juli 1984                                                       | Börner III                                | SPD       |
| Manfred Kanther            | 24. April 1987                                                     | Wallmann                                  | CDU       |
| Annette Fugmann-Heesing    | 5. April 1991                                                      | Eichel I                                  | SPD       |
| Ernst Welteke              | 26. Januar 1994                                                    | Eichel I                                  | SPD       |
| Karl Starzacher            | 5. April 1995                                                      | Eichel II                                 | SPD       |
| Karlheinz Weimar           | 7. April 1999 5. April 2003 5. Februar 2009                        | Koch I Koch II Koch III                   | CDU       |
| Thomas Schäfer             | 31. August 2010 18. Januar 2014 18. Januar 2019                    | Bouffier I Bouffier II Bouffier III       | CDU       |
| Michael Boddenberg         | 31. März 2020 31. Mai 2022                                         | Bouffier III Rhein I                      | CDU       |
| Ralph Alexander Lorz       | 18. Januar 2024                                                    | Rhein II                                  | CDU       |